# Rüdersdorf bei Berlin
Rüdersdorf bei Berlin (letteralmente: «Rüdersdorf presso Berlino») è un comune di 16 296 abitanti del Brandeburgo, in Germania.
Appartiene al circondario del Märkisch-Oderland.

## Società

### Evoluzione demografica
- Sviluppo della popolazione dal 1875 entro gli attuali confini (Linea Blu: Popolazione; Linea puntata: Confronto dello sviluppo della popolazione dello stato del Brandenburgo; Sfondo grigio: Ai tempi del governo nazista; Sfondo rosso: Al tempo del governo comunista)
- Sviluppo recente della popolazione (Linea blu) e previsioni

## Geografia antropica
Al comune di Rüdersdorf bei Berlin appartengono le frazioni (Ortsteil) di Hennickendorf, Herzfelde e Lichtenow.

## Infrastrutture e trasporti

### Strade
Il territorio comunale è attraversato dall'autostrada A 10 e dalla strada federale B 1/B 5.

## Ferrovie
Rüdersdorf è servita dalla Schöneicher-Rüdersdorfer Straßenbahn, una linea tranviaria interurbana che collega il centro abitato alla S-Bahn berlinese presso Friedrichshagen.

## Amministrazione

### Gemellaggi
Rüdersdorf è gemellata con:
- Pierrefitte-sur-Seine, dal 1966
- Hemmoor, dal 1991
- Schwegenheim, dal 1991
- Neuburg am Rhein, dal 1992
- Popielów, dal 1997
- Lomma, dal 2007